# Únice
Únice [ʊːɲɪt͡sɛ], bis 1924 Ounice (deutsch Aunitz) ist eine Gemeinde in Tschechien. Sie liegt sieben Kilometer nordwestlich von Strakonice in Südböhmen und gehört zum Okres Strakonice.

## Geographie

### Geographische Lage

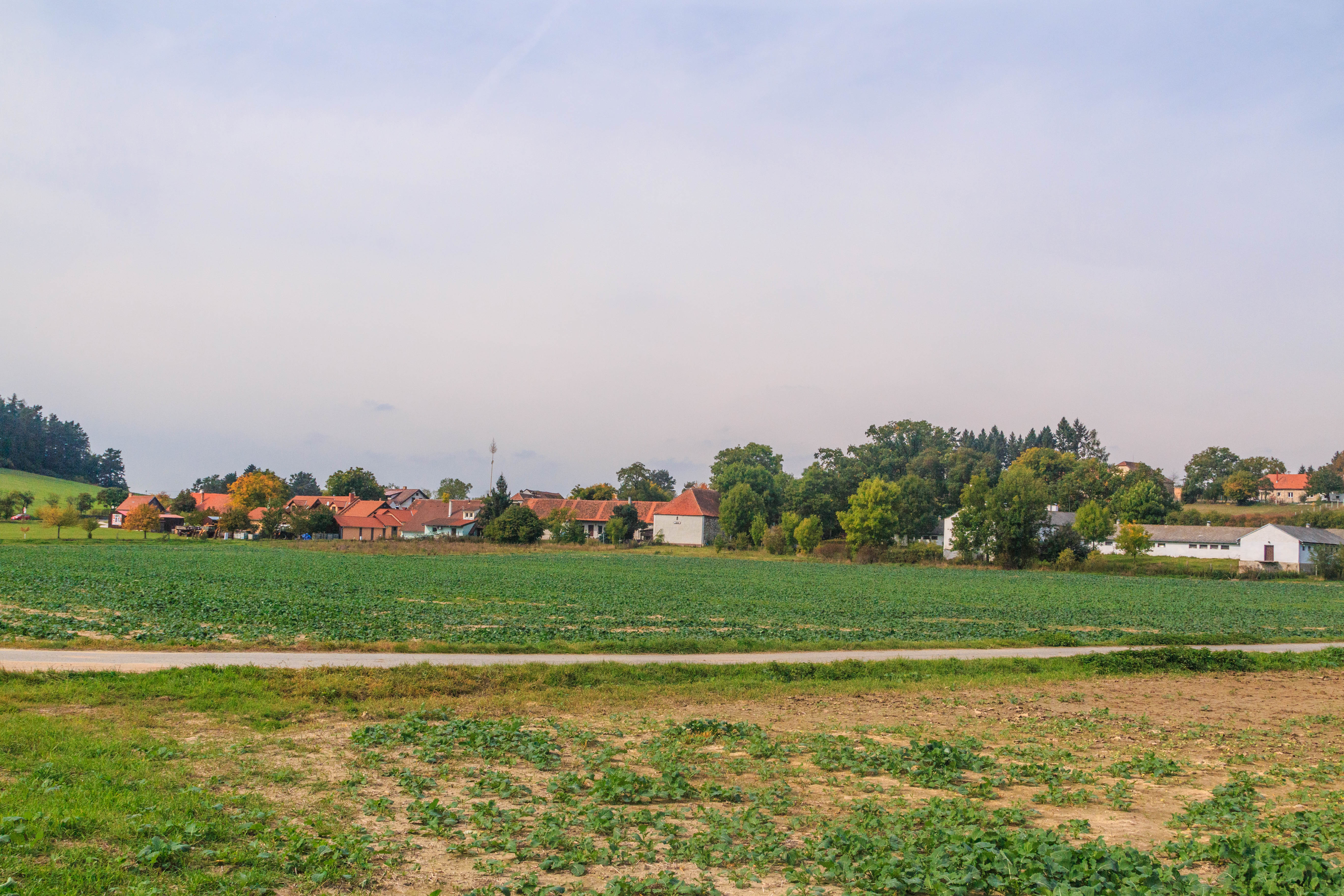
Únic, Ortsteil Hubenov

Únice befindet sich linksseitig über dem Tal der Kolčavka (Rissowsky) im Hügelland der Blatenská pahorkatina. Nördlich erhebt sich die Lelovka (488 m), im Nordosten die Lavičná (500 m), südöstlich der Březový vrch (571 m), im Süden der Tisovník (589 m), südwestlich der Háj (525 m) und im Nordosten die Lipová (488 m). Im Nordosten liegen die Teiche Velké jezero und Malé jezero, südwestlich der Novokrtský rybník sowie im Westen der Škarohled und die Barborka.

### Gemeindegliederung
Die Gemeinde Únice besteht aus den Ortsteilen Hubenov (Hubenau) und Únice (Aunitz).

### Nachbargemeinden
Nachbarorte sind Třebohostice im Norden, Chrášťovice und Leskovice im Nordosten, Klínovice und Podolí im Osten, Černíkov und Hubenov im Südosten, Habeš und Dražejov im Süden, Hradec, Krty und Mnichov im Südwesten sowie Borek, Střelskohoštická Lhota und Sedlo im Westen.

## Geschichte
Die erste schriftliche Erwähnung von Únice erfolgte im Jahre 1308, als Bavor III. von Strakonitz das Dorf der Kommende des Johanniterordens auf der Burg Strakonitz schenkte. In der berní rula von 1652 sind für Únice vier Vollhüfner und vier Chalupner ausgewiesen.
Im Jahre 1840 bestand Aunitz aus 10 Häusern mit 65 Einwohnern. Zum Dorf gehörte eine abseits am Bach Rissowsky gelegene Rustikalmühle. Pfarrort war Radomischel. Bis zur Mitte des 19. Jahrhunderts blieb Aunitz immer nach Strakonitz untertänig.
Nach der Aufhebung der Patrimonialherrschaften bildete Ounice/Aunitz ab 1850 mit dem Ortsteil Hubenov/Hubenow eine Gemeinde in der Bezirkshauptmannschaft und dem Gerichtsbezirk Strakonice. Der heutige Ortsname Únice wurde 1924 eingeführt. Die Freiwillige Feuerwehr gründete sich 1952; eine vier Jahre zuvor unternommene Gründungsinitiative verlief sich wieder, da die Initiatoren nach der Machtübernahme der Kommunisten zunächst mit den politischen Geschehnissen im Land beschäftigt waren. 1964 wurde die Gemeinde nach Třebohostice eingemeindet. Nach einem Referendum lösten sich Únice und Hubenov am 24. November 1990 wieder von Třebohostice los und bildeten eine eigene Gemeinde. Im Jahre 2008 lebten im Ortsteil Únice 38 Erwachsene und sieben Kinder.

## Kultur und Sehenswürdigkeiten
- Kapelle in Hubenov
- Glockenturm auf dem Dorfplatz von Únice, er hat eine pyramidenförmige Gestalt
- Gusseisernes Kreuz neben dem Glockenturm
- Dorfplatz in Únice mit den Chaluppen Nr. 2, 4, 6, 7, 8 und 9 sowie überwölbten Hoftoren bei den Häusern Nr. 1, 4 und 7. Das weitgehend erhaltene Ensemble des ursprünglichen Dorfes ist als ländliches Denkmalschutzgebiet vorgeschlagen.